# Methode van Frobenius
In de wiskunde beschrijft de methode van Frobenius een manier om door middel van een machtreeks een oplossing te vinden van een gewone differentiaalvergelijking van tweede orde van de vorm
{\displaystyle z^{2}u''+p(z)zu'+q(z)u=0}
Delen door {\displaystyle z^{2}}, levert
{\displaystyle u''+{p(z) \over z}u'+{q(z) \over z^{2}}u=0}
wat niet oplosbaar is met een gewone machtreeks als {\displaystyle p(z)/z} of {\displaystyle q(z)/z^{2}} singulier is in {\displaystyle z=0}. De methode van Frobenius maakt het mogelijk een oplossing neer te schrijven in de vorm van een machtreeks onder de voorwaarde dat {\displaystyle p(z)} en {\displaystyle q(z)} zelf regulier zijn in 0, of als ze overal regulier zijn en dat de limiet naar nul bestaat en eindig is.

## Beschrijving
De methode van Frobenius zegt dat we een machtreeks kunnen zoeken van de vorm
{\displaystyle u(z)=\sum _{k=0}^{\infty }A_{k}z^{k+r}}
De functies {\displaystyle p(z)} en {\displaystyle q(z)} worden eveneens in reeksen ontwikkeld. Indien dit alles dan wordt gesubstitueerd in de differentiaalvergelijking, vindt men typisch iets als:
{\displaystyle a_{0}z^{r-2}+a_{1}z^{r-1}+a_{2}z^{r}+a_{3}z^{r+1}+\ldots =0}
met {\displaystyle a_{0},\ a_{1},\ldots } nieuwe coëfficiënten die uit de berekeningen volgen. Een machtreeks kan slechts gelijk zijn aan nul voor alle waarden van de variable indien alle coëfficiënten nul zijn. We vinden dus de vergelijkingen:
{\displaystyle {\begin{cases}a_{0}=0\\a_{1}=0\\a_{2}=0\\\vdots \end{cases}}}
De coëfficiënt {\displaystyle a_{0}} hangt in de regel af van {\displaystyle r}, zodat dit een vergelijking geeft voor {\displaystyle r} (de zogenaamde indiciële vergelijking). Aan de hand hiervan kan de waarde van {\displaystyle r} worden bepaald. De andere vergelijkingen zullen waarden geven aan de coëfficiënten {\displaystyle A_{k}} van de machtreeks die we als oplossing hebben vooropgesteld.
In het algemeen geeft de indiciële vergelijking twee oplossingen voor {\displaystyle r}. Deze twee waarden kunnen dan worden gebruikt in de andere vergelijkingen om zo twee verschillende series oplossingen voor de {\displaystyle A_{k}}'s te vinden. Indien het verschil tussen deze oplossingen een geheel getal is, of indien de twee oplossingen samenvallen, wordt maar één machtreeks gevonden.
Tijdens het oplossen van de vergelijkingen kan het gebeuren dat enkele van de coëfficiënten (typisch de eerste of de eerste twee) niet kunnen worden bepaald. Deze blijven dan ook onbekend tot aan het eind, en de oplossing zal een onbepaaldheid bevatten. Deze moet worden weggewerkt door gebruik te maken van de randvoorwaarden van het probleem.

## Een voorbeeld
Beschouw de vergelijking
{\displaystyle zu''(z)+(a-z)u'(z)-bu(z)=0}
Dit voldoet aan de voorwaarden op de methode van Frobenius toe te passen. We stellen als oplossing de volgende reeks voorop:
{\displaystyle u(z)=\sum _{k=0}^{\infty }A_{k}z^{k+r}}
Differentiëren we dit naar {\displaystyle z}, dan vinden we
{\displaystyle {\begin{aligned}u'(z)&=\sum _{k=0}^{\infty }(k+r)A_{k}z^{k+r-1}\ ,\\u''(z)&=\sum _{k=0}^{\infty }(k+r)(k+r-1)A_{k}z^{k+r-2}\ .\end{aligned}}}
Hiermee vinden we ook
{\displaystyle {\begin{aligned}zu'(z)&=\sum _{k=0}^{\infty }(k+r)A_{k}z^{k+r}\ ,\\u'(z)&=\sum _{k=-1}^{\infty }(k+r+1)A_{k+1}z^{k+r}=rA_{0}z^{r-1}+\sum _{k=0}^{\infty }(k+r+1)A_{k+1}z^{k+r}\ ,\\zu''(z)&=\sum _{k=-1}^{\infty }(k+r+1)(k+r)A_{k+1}z^{k+r}=r(r-1)A_{0}z^{r-1}+\sum _{k=0}^{\infty }(k+r+1)(k+r)A_{k+1}z^{k+r}\ ,\end{aligned}}}
waar in de tweede en derde regel de index {\displaystyle k} met één is verschoven. Stoppen we dit in de differentiaalvergelijking die we moesten oplossen, dan vinden we:
{\displaystyle (r(r-1)A_{0}+arA_{0})z^{r-1}+\sum _{k=0}^{\infty }{\Big (}(k+r+1)(k+r)A_{k+1}+a(k+r+1)A_{k+1}-(k+r)A_{k}-bA_{k}{\Big )}z^{k+r}=0}
Dit kan nog worden vereenvoudigd tot
{\displaystyle r(r+a-1)A_{0}z^{r-1}+\sum _{k=0}^{\infty }{\Big (}(k+r+1)(k+r+a)A_{k+1}-(k+r+b)A_{k}{\Big )}z^{k+r}=0}
Stellen we de coëfficiënt van {\displaystyle z^{r-1}} gelijk aan nul, dan vinden we
{\displaystyle r=0\quad {\text{of}}\quad r=1-a}
Indien {\displaystyle a=1}, dan heeft dit maar één oplossing. In het andere geval hebben we voor de andere coëfficiënten:
{\displaystyle A_{k+1}={\frac {k+r+b}{(k+r+1)(k+r+a)}}A_{k}}
De coëfficiënt {\displaystyle A_{0}} kan hiermee niet worden bepaald. Alle andere coëfficiënten zullen hier veelvouden van zijn, namelijk:
{\displaystyle {\begin{aligned}&A_{k}={\frac {(k+b-1)(k+b-2)\cdots b}{(k+a-1)(k+a-2)\cdots a\cdot k(k-1)\cdots 1}}A_{0}={\frac {(b)_{k}}{(a)_{k}}}{\frac {A_{0}}{k!}}&&\quad (r=0)\\&A_{k}={\frac {(k+b-a)(k+b-a-1)\cdots (b-a+1)}{(k-a+1)(k-a+2)\cdots (2-a)\cdot k(k-1)\cdots 1}}A_{0}={\frac {(b-a+1)_{k}}{(2-a)_{k}}}{\frac {A_{0}}{k!}}&&\quad (r=1-a)\end{aligned}}}
waar de twee gevallen voor {\displaystyle r} apart zijn geschreven. De notatie {\displaystyle (x)_{n}} is een Pochhammersymbool of stijgende faculteit. Merk op dat als {\displaystyle a} en natuurlijk getal is, de tweede serie coëfficiënten vanaf een gegeven index {\displaystyle k} oneindig wordt, omdat er een nul staat in de noemer. In dat geval levert de methode van Frobenius geen tweede oplossing voor de vergelijking. Anders zijn de twee oplossingen confluente hypergeometrische functies:
{\displaystyle {\begin{aligned}&u(z)=A_{0}\sum _{k=0}^{\infty }{\frac {(b)_{k}}{(a)_{k}}}{\frac {z^{k}}{k!}}=A_{0}\ {}_{1}F_{1}(b;a;z)&&\quad (r=0)\\&u(z)=A_{0}z^{1-a}\sum _{k=0}^{\infty }{\frac {(b-a+1)_{k}}{(2-a)_{k}}}{\frac {z^{k}}{k!}}=A_{0}z^{1-a}\ {}_{1}F_{1}(b-a+1;2-a;z)&&\quad (r=1-a)\end{aligned}}}